# Dolgovaške Gorice
Dolgovaške Gorice  (madžarsko Hosszúfaluhegy)  je naselje v Občini Lendava, ki stoji ob meji z Madžarsko. Kraj je opredeljen kot območje, kjer avtohtono živijo pripadniki madžarske narodne skupnosti in kjer je poleg slovenščine uradni jezik tudi madžarščina.